# Кокдейл (Колорадо)
Кокдейл (англ. Cokedale) — місто (англ. town) в США, в окрузі Лас-Анімас штату Колорадо. Населення — 127 осіб (2020).

## Географія
Кокдейл розташований за координатами 37°8′39″ пн. ш. 104°37′18″ зх. д. / 37.14417° пн. ш. 104.62167° зх. д. (37.144223, -104.621590).  За даними Бюро перепису населення США в 2010 році місто мало площу 0,53 км², уся площа — суходіл.

## Демографія
Згідно з переписом 2010 року, у місті мешкало 129 осіб у 53 домогосподарствах у складі 34 родин. Густота населення становила 243 особи/км².  Було 94 помешкання (177/км²).
Расовий склад населення:
| - 91,5 % — білих - 0,8 % — корінних американців - 7,0 % — осіб інших рас |

До двох чи більше рас належало 0,8 %. Частка іспаномовних становила 23,3 % від усіх жителів.
За віковим діапазоном населення розподілялося таким чином: 24,0 % — особи молодші 18 років, 62,8 % — особи у віці 18—64 років, 13,2 % — особи у віці 65 років та старші. Медіана віку мешканця становила 40,5 року. На 100 осіб жіночої статі у місті припадало 104,8 чоловіків;  на 100 жінок у віці від 18 років та старших — 96,0 чоловіків також старших 18 років.
Середній дохід на одне домашнє господарство  становив 59 598 доларів США (медіана — 57 857), а середній дохід на одну сім'ю — 71 903 долари (медіана — 69 063). 
Цивільне працевлаштоване населення становило 78 осіб. Основні галузі зайнятості: роздрібна торгівля — 21,8 %, освіта, охорона здоров'я та соціальна допомога — 19,2 %, транспорт — 15,4 %, публічна адміністрація — 15,4 %.